# 17e étape du Tour d'Italie 2022
Pour un article plus général, voir Tour d'Italie 2022.
La 17e étape du Tour d'Italie 2022 se déroule le mercredi 25 mai 2022 de Ponte di Legno (Lombardie) à Lavarone (Trentin-Haut-Adige), en Italie, sur une distance de 168 km.

## Parcours
La 17e étape relie Ponte di Legno à Lavarone sur 168 kilomètres. Le départ est donné dans l'ascension du Passo del Tonale (8,7 km à 6,3 %, non répertorié), s'ensuit une longue descente de plus de soixante-dix kilomètres en direction de Trente. A mi-parcours, la montée de Giovo (5,9 km à 6,8 %, 3C) précède un passage accidenté sur trente kilomètres, sur les hauteurs du chef-lieu du Trentin-Haut-Adige. Le final est composé de deux cols : le Passo del Vetriolo (11,8 km à 7,7 %, 1C) et le Monterovere (7,9 km à 9,9 %, 1C). L'arrivée se situe en descente, à huit kilomètres du dernier sommet. Deux sprints intermédiaires jalonnent le parcours, à Pergine Valsugana (km 121,8) et à Caldonazzo (km 149,9).
La victoire d'étape devrait revenir à un grimpeur.

## Déroulement de la course
Au départ, les coureurs se retrouvent sous un temps pluvieux. L'échappée ne tarde pas à se former dans l'ascension non répertoriée du Passo del Tonale. Au sommet, un quatuor de front, composé de l'Autrichien Felix Gall (AG2R Citroën), le Britannique Hugh Carthy (EF Education-EasyPost), l'Italien Alessandro Covi (UAE Emirates) et le Néerlandais Thymen Arensman (DSM), passe en tête, avec trente-cinq secondes d'avance sur un important groupe de chasse et de plus d'une minute et trente secondes sur le peloton.
Dans la longue descente vers Trente, la fusion s'opère entre les deux premiers groupes. Ainsi, ce sont vingt-cinq coureurs qui se retrouvent aux avant-postes : les quatre déjà cités, ainsi que l'Australien Damien Howson (BikeExchange Jayco), le Belge Mauri Vansevenant (Quick-Step Alpha Vinyl), les deux Colombiens Santiago Buitrago (Bahrain Victorious) et Diego Camargo (EF Education-EasyPost), les deux Espagnols David de la Cruz (Astana Qazaqstan) et Antonio Pedrero (Movistar), l'Estonien Rein Taaramäe (Intermarché-Wanty-Gobert Matériaux), les deux Français Guillaume Martin (Cofidis) et Nicolas Prodhomme (AG2R Citroën), le Hongrois Attila Valter (Groupama-FDJ), les six Italiens Giulio Ciccone (Trek-Segafredo), Luca Covili (Bardiani CSF Faizanè), Lorenzo Fortunato (Eolo-Kometa), Simone Ravanelli (Drone Hopper-Androni Giocattoli), Diego Rosa (Eolo-Kometa) et Filippo Zana (Bardiani CSF Faizanè), les quatre néerlandais, dont les trois coéquipiers de la Jumbo-Visma, le maillot bleu Koen Bouwman, Gijs Leemreize et Sam Oomen, et Mathieu van der Poel (Alpecin-Fenix) et le Tchèque Jan Hirt (Intermarché-Wanty-Gobert Matériaux).
Au sommet de Giovo (5,9 km à 6,8 %, 3C), le leader du grand prix de la montagne, Koen Bouwman, passe en tête, devant Giulio Ciccone ; le peloton compte un débours de cinq minutes. Dans la descente, Buitrago glisse dans un virage. Le groupe de tête ne s'entend plus et se disperse.
Au sprint intermédiaire de Pergine Valsugana (km 121,8), Martin mène un quatuor de front, avec Gall, Covili et van der Poel. Le groupe de chasse, dans lequel se situe le maillot bleu, et le peloton comptent, respectivement, une minute et sept minutes de retard.
Dans la montée du Passo del Vetriolo (11,8 km à 7,7 %, 1C), Bouwman, Buitrago, Carthy, Hirt et Leemreize parviennent à faire leur retour à l'avant de la course. Au sommet, Koen Bouwman conforte son maillot bleu ; l'écart avec le peloton reste de cinq minutes. Leemreize et van der Poel prennent de l'avance dans la descente.
Au sprint intermédiaire de Caldonazzo (km 149,9), Leemreize devance van der Poel, avec un avantage d'une minute et dix-sept secondes sur le groupe de chasse et de cinq minutes et trente secondes sur le groupe maillot rose.
Dans l'ascension du Monterovere (7,9 km à 9,9 %, 1C), Mathieu van der Poel parvient à distancer son compatriote Gijs Leemreize ; derrière, Hugh Carthy accélère, il est suivi par Jan Hirt et Santiago Buitrago. Plus tard, ce dernier arrive à distancer ses collègues de route ; devant, Leemreize effectue son retour et lâche van der Poel, à trois kilomètres du sommet et à onze de l'arrivée. Buitrago rejoint Leemreize, à cinq cents mètres du sommet et le distance dans la foulée. Au sommet, il bascule avec dix secondes d'avance sur le coureur de la Jumbo-Visma.
Dans le groupe maillot rose, il ne reste plus que trois coureurs : l'Australien Jai Hindley (Bora-Hansgrohe), le champion olympique équatorien et leader du classement général Richard Carapaz (INEOS Grenadiers) et l'Espagnol Mikel Landa (Bahrain Victorious). Ils passent au sommet avec trois minutes et trente secondes de débours sur le coureur de tête.
A l'arrivée à Lavarone, Santiago Buitrago s'impose en solitaire, avec trente-cinq secondes d'avance sur Gijs Leemreize, deux minutes et vingt-huit secondes sur Jan Hirt et Hugh Carthy et deux minutes et cinquante-trois secondes sur Richard Carapaz et Jai Hindley. Mikel Landa se fait distancés de six secondes par ses rivaux directs au classement général.
Au niveau des différents classements : Richard Carapaz conserve le maillot rose, le Portugais João Almeida (UAE Emirates) le maillot blanc, Koen Bouwman le maillot bleu et le Français Arnaud Démare (Groupama FDJ) le maillot violet. L'équipe Bahrain Victorious est le nouveau leader au classement par équipes.

## Résultats

### Classement de l'étape
| \| Classement de l'étape \| Classement de l'étape \| Classement de l'étape \| Classement de l'étape \| Classement de l'étape \| \| Coureur \| Coureur \| Pays \| Équipe \| Temps \| \| --------------------- \| --------------------- \| --------------------- \| ---------------------------------- \| --------------------- \| \| 1er \| Santiago Buitrago \| Colombie \| Bahrain Victorious \| 4 h 27 min 41 s \| \| 2e \| Gijs Leemreize \| Pays-Bas \| Jumbo-Visma \| + 35 s \| \| 3e \| Jan Hirt \| Tchéquie \| Intermarché-Wanty-Gobert Matériaux \| + 2 min 28 s \| \| 4e \| Hugh Carthy \| Royaume-Uni \| EF Education-EasyPost \| + 2 min 28 s \| \| 5e \| Richard Carapaz \| Équateur \| Ineos Grenadiers \| + 2 min 53 s \| \| 6e \| Jai Hindley \| Australie \| Bora-Hansgrohe \| + 2 min 53 s \| \| 7e \| Mauri Vansevenant \| Belgique \| Quick-Step Alpha Vinyl \| + 2 min 57 s \| \| 8e \| Koen Bouwman \| Pays-Bas \| Jumbo-Visma \| + 2 min 59 s \| \| 9e \| Guillaume Martin \| France \| Cofidis \| + 2 min 59 s \| \| 10e \| Mikel Landa \| Espagne \| Bahrain Victorious \| + 2 min 59 s \| |                   |             |                                    |                 |
| |                   |             |                                    |                 |
| Source : ProCyclingStats |                   |             |                                    |                 |
| Classement de l'étape |                   |             |                                    |                 |
| Coureur | Coureur           | Pays        | Équipe                             | Temps           |
| 1er | Santiago Buitrago | Colombie    | Bahrain Victorious                 | 4 h 27 min 41 s |
| 2e | Gijs Leemreize    | Pays-Bas    | Jumbo-Visma                        | + 35 s          |
| 3e | Jan Hirt          | Tchéquie    | Intermarché-Wanty-Gobert Matériaux | + 2 min 28 s    |
| 4e | Hugh Carthy       | Royaume-Uni | EF Education-EasyPost              | + 2 min 28 s    |
| 5e | Richard Carapaz   | Équateur    | Ineos Grenadiers                   | + 2 min 53 s    |
| 6e | Jai Hindley       | Australie   | Bora-Hansgrohe                     | + 2 min 53 s    |
| 7e | Mauri Vansevenant | Belgique    | Quick-Step Alpha Vinyl             | + 2 min 57 s    |
| 8e | Koen Bouwman      | Pays-Bas    | Jumbo-Visma                        | + 2 min 59 s    |
| 9e | Guillaume Martin  | France      | Cofidis                            | + 2 min 59 s    |
| 10e | Mikel Landa       | Espagne     | Bahrain Victorious                 | + 2 min 59 s    |

### Points attribués pour le classement par points
| Sprint intermédiaire Pergine Valsugana (km 121.8) | Sprint intermédiaire Pergine Valsugana (km 121.8) | Sprint intermédiaire Pergine Valsugana (km 121.8) | Sprint intermédiaire Pergine Valsugana (km 121.8) | Sprint intermédiaire Pergine Valsugana (km 121.8) |
| ------------------------------------------------- | ------------------------------------------------- | ------------------------------------------------- | ------------------------------------------------- | ------------------------------------------------- |
|                                                   | Coureur                                           | Pays                                              | Équipe                                            | Point(s)                                          |
| 1er                                               | Guillaume Martin                                  | France                                            | Cofidis                                           | 12                                                |
| 2e                                                | Felix Gall                                        | Autriche                                          | AG2R Citroën                                      | 8                                                 |
| 3e                                                | Luca Covili                                       | Italie                                            | Bardiani CSF Faizanè                              | 6                                                 |
| 4e                                                | Mathieu van der Poel                              | Pays-Bas                                          | Alpecin-Fenix                                     | 5                                                 |
| 5e                                                | Sam Oomen                                         | Pays-Bas                                          | Jumbo-Visma                                       | 4                                                 |
| 6e                                                | David de la Cruz                                  | Espagne                                           | Astana Qazaqstan                                  | 3                                                 |
| 7e                                                | Antonio Pedrero                                   | Espagne                                           | Movistar                                          | 2                                                 |
| 8e                                                | Giulio Ciccone                                    | Italie                                            | Trek-Segafredo                                    | 1                                                 |
| modifier                                          |                                                   |                                                   |                                                   |                                                   |

| Arrivée d'étape Lavarone (km 168) | Arrivée d'étape Lavarone (km 168) | Arrivée d'étape Lavarone (km 168) | Arrivée d'étape Lavarone (km 168)  | Arrivée d'étape Lavarone (km 168) |
| --------------------------------- | --------------------------------- | --------------------------------- | ---------------------------------- | --------------------------------- |
|                                   | Coureur                           | Pays                              | Équipe                             | Point(s)                          |
| 1er                               | Santiago Buitrago                 | Colombie                          | Bahrain Victorious                 | 15                                |
| 2e                                | Gijs Leemreize                    | Pays-Bas                          | Jumbo-Visma                        | 12                                |
| 3e                                | Jan Hirt                          | République tchèque                | Intermarché-Wanty-Gobert Matériaux | 9                                 |
| 4e                                | Hugh Carthy                       | Grande-Bretagne                   | EF Education-EasyPost              | 7                                 |
| 5e                                | Richard Carapaz                   | Équateur                          | Ineos Grenadiers                   | 6                                 |
| 6e                                | Jai Hindley                       | Australie                         | Bora-Hansgrohe                     | 5                                 |
| 7e                                | Mauri Vansevenant                 | Belgique                          | Quick-Step Alpha Vinyl             | 4                                 |
| 8e                                | Koen Bouwman                      | Pays-Bas                          | Jumbo-Visma                        | 3                                 |
| 9e                                | Guillaume Martin                  | France                            | Cofidis                            | 2                                 |
| 10e                               | Mikel Landa                       | Espagne                           | Bahrain Victorious                 | 1                                 |
| modifier                          |                                   |                                   |                                    |                                   |

### Points attribués pour le classement du meilleur grimpeur
| Giovo (km 85.8) 3e catégorie (5,9 km à 6,7%) | Giovo (km 85.8) 3e catégorie (5,9 km à 6,7%) | Giovo (km 85.8) 3e catégorie (5,9 km à 6,7%) | Giovo (km 85.8) 3e catégorie (5,9 km à 6,7%) | Giovo (km 85.8) 3e catégorie (5,9 km à 6,7%) |
| -------------------------------------------- | -------------------------------------------- | -------------------------------------------- | -------------------------------------------- | -------------------------------------------- |
|                                              | Coureur                                      | Pays                                         | Équipe                                       | Point(s)                                     |
| 1er                                          | Koen Bouwman                                 | Pays-Bas                                     | Jumbo-Visma                                  | 9                                            |
| 2e                                           | Giulio Ciccone                               | Italie                                       | Trek-Segafredo                               | 4                                            |
| 3e                                           | Diego Rosa                                   | Italie                                       | Eolo-Kometa                                  | 2                                            |
| 4e                                           | Gijs Leemreize                               | Pays-Bas                                     | Jumbo-Visma                                  | 1                                            |
| modifier                                     |                                              |                                              |                                              |                                              |

| Passo del Vetriolo (km 134.4) 1re catégorie (12 km à 7,6%) | Passo del Vetriolo (km 134.4) 1re catégorie (12 km à 7,6%) | Passo del Vetriolo (km 134.4) 1re catégorie (12 km à 7,6%) | Passo del Vetriolo (km 134.4) 1re catégorie (12 km à 7,6%) | Passo del Vetriolo (km 134.4) 1re catégorie (12 km à 7,6%) |
| ---------------------------------------------------------- | ---------------------------------------------------------- | ---------------------------------------------------------- | ---------------------------------------------------------- | ---------------------------------------------------------- |
|                                                            | Coureur                                                    | Pays                                                       | Équipe                                                     | Point(s)                                                   |
| 1er                                                        | Koen Bouwman                                               | Pays-Bas                                                   | Jumbo-Visma                                                | 40                                                         |
| 2e                                                         | Gijs Leemreize                                             | Pays-Bas                                                   | Jumbo-Visma                                                | 18                                                         |
| 3e                                                         | Mathieu van der Poel                                       | Pays-Bas                                                   | Alpecin-Fenix                                              | 12                                                         |
| 4e                                                         | Felix Gall                                                 | Autriche                                                   | AG2R Citroën                                               | 9                                                          |
| 5e                                                         | Jan Hirt                                                   | République tchèque                                         | Intermarché-Wanty-Gobert Matériaux                         | 6                                                          |
| 6e                                                         | Santiago Buitrago                                          | Colombie                                                   | Bahrain Victorious                                         | 4                                                          |
| 7e                                                         | Hugh Carthy                                                | Grande-Bretagne                                            | EF Education-EasyPost                                      | 2                                                          |
| 8e                                                         | Guillaume Martin                                           | France                                                     | Cofidis                                                    | 1                                                          |
| modifier                                                   |                                                            |                                                            |                                                            |                                                            |

| \| Monterovere (km 160.1) 1re catégorie (8 km à 9,6%) \| Monterovere (km 160.1) 1re catégorie (8 km à 9,6%) \| Monterovere (km 160.1) 1re catégorie (8 km à 9,6%) \| Monterovere (km 160.1) 1re catégorie (8 km à 9,6%) \| Monterovere (km 160.1) 1re catégorie (8 km à 9,6%) \| \| -------------------------------------------------- \| -------------------------------------------------- \| -------------------------------------------------- \| -------------------------------------------------- \| -------------------------------------------------- \| \| \| Coureur \| Pays \| Équipe \| Point(s) \| \| 1er \| Santiago Buitrago \| Colombie \| Bahrain Victorious \| 40 \| \| 2e \| Gijs Leemreize \| Pays-Bas \| Jumbo-Visma \| 18 \| \| 3e \| Hugh Carthy \| Grande-Bretagne \| EF Education-EasyPost \| 12 \| \| 4e \| Jan Hirt \| République tchèque \| Intermarché-Wanty-Gobert Matériaux \| 9 \| \| 5e \| Mathieu van der Poel \| Pays-Bas \| Alpecin-Fenix \| 6 \| \| 6e \| Guillaume Martin \| France \| Cofidis \| 4 \| \| 7e \| Koen Bouwman \| Pays-Bas \| Jumbo-Visma \| 2 \| \| 8e \| Felix Gall \| Autriche \| AG2R Citroën \| 1 \| \| modifier \| \| \| \| \| |                      |                    |                                    |          |
| Monterovere (km 160.1) 1re catégorie (8 km à 9,6%) |                      |                    |                                    |          |
| | Coureur              | Pays               | Équipe                             | Point(s) |
| 1er | Santiago Buitrago    | Colombie           | Bahrain Victorious                 | 40       |
| 2e | Gijs Leemreize       | Pays-Bas           | Jumbo-Visma                        | 18       |
| 3e | Hugh Carthy          | Grande-Bretagne    | EF Education-EasyPost              | 12       |
| 4e | Jan Hirt             | République tchèque | Intermarché-Wanty-Gobert Matériaux | 9        |
| 5e | Mathieu van der Poel | Pays-Bas           | Alpecin-Fenix                      | 6        |
| 6e | Guillaume Martin     | France             | Cofidis                            | 4        |
| 7e | Koen Bouwman         | Pays-Bas           | Jumbo-Visma                        | 2        |
| 8e | Felix Gall           | Autriche           | AG2R Citroën                       | 1        |
| modifier |                      |                    |                                    |          |

### Classements aux points intermédiaires
| Sprint intermédiaire Pergine Valsugana (km 121.8) | Sprint intermédiaire Pergine Valsugana (km 121.8) | Sprint intermédiaire Pergine Valsugana (km 121.8) | Sprint intermédiaire Pergine Valsugana (km 121.8) | Sprint intermédiaire Pergine Valsugana (km 121.8) |
| ------------------------------------------------- | ------------------------------------------------- | ------------------------------------------------- | ------------------------------------------------- | ------------------------------------------------- |
|                                                   | Coureur                                           | Pays                                              | Équipe                                            | Point(s)                                          |
| 1er                                               | Guillaume Martin                                  | France                                            | Cofidis                                           | 10                                                |
| 2e                                                | Felix Gall                                        | Autriche                                          | AG2R Citroën                                      | 6                                                 |
| 3e                                                | Luca Covili                                       | Italie                                            | Bardiani CSF Faizanè                              | 3                                                 |
| 4e                                                | Mathieu van der Poel                              | Pays-Bas                                          | Alpecin-Fenix                                     | 2                                                 |
| 5e                                                | Sam Oomen                                         | Pays-Bas                                          | Jumbo-Visma                                       | 1                                                 |
| modifier                                          |                                                   |                                                   |                                                   |                                                   |

| Sprint intermédiaire Caldonazzo (km 149.9) | Sprint intermédiaire Caldonazzo (km 149.9) | Sprint intermédiaire Caldonazzo (km 149.9) | Sprint intermédiaire Caldonazzo (km 149.9) | Sprint intermédiaire Caldonazzo (km 149.9) |
| ------------------------------------------ | ------------------------------------------ | ------------------------------------------ | ------------------------------------------ | ------------------------------------------ |
|                                            | Coureur                                    | Pays                                       | Équipe                                     | Point(s)                                   |
| 1er                                        | Gijs Leemreize                             | Pays-Bas                                   | Jumbo-Visma                                | 10                                         |
| 2e                                         | Mathieu van der Poel                       | Pays-Bas                                   | Alpecin-Fenix                              | 6                                          |
| 3e                                         | Jan Hirt                                   | République tchèque                         | Intermarché-Wanty-Gobert Matériaux         | 3                                          |
| 4e                                         | Hugh Carthy                                | Grande-Bretagne                            | EF Education-EasyPost                      | 2                                          |
| 5e                                         | Santiago Buitrago                          | Colombie                                   | Bahrain Victorious                         | 1                                          |
| modifier                                   |                                            |                                            |                                            |                                            |

### Bonifications
|   | Coureur              | Pays               | Équipe                             | Secondes |
| - | -------------------- | ------------------ | ---------------------------------- | -------- |
| 1 | Gijs Leemreize       | Pays-Bas           | Jumbo-Visma                        | 3 s      |
| 2 | Mathieu van der Poel | Pays-Bas           | Alpecin-Fenix                      | 2 s      |
| 3 | Jan Hirt             | République tchèque | Intermarché-Wanty-Gobert Matériaux | 2 s      |

|   | Coureur           | Pays               | Équipe                             | Secondes |
| - | ----------------- | ------------------ | ---------------------------------- | -------- |
| 1 | Santiago Buitrago | Colombie           | Bahrain Victorious                 | 10 s     |
| 2 | Gijs Leemreize    | Pays-Bas           | Jumbo-Visma                        | 6 s      |
| 3 | Jan Hirt          | République tchèque | Intermarché-Wanty-Gobert Matériaux | 4 s      |

## Classements à l'issue de l'étape

### Classement général
| \| Classement général \| Classement général \| Classement général \| Classement général \| Classement général \| \| Coureur \| Coureur \| Pays \| Équipe \| Temps \| \| ------------------ \| ------------------ \| ------------------ \| ---------------------------------- \| ------------------ \| \| 1er \| Richard Carapaz \| Équateur \| Ineos Grenadiers \| 73 h 19 min 40 s \| \| 2e \| Jai Hindley \| Australie \| Bora-Hansgrohe \| + 3 s \| \| 3e \| Mikel Landa \| Espagne \| Bahrain Victorious \| + 1 min 05 s \| \| 4e \| João Almeida \| Portugal \| UAE Team Emirates \| + 1 min 54 s \| \| 5e \| Vincenzo Nibali \| Italie \| Astana Qazaqstan Team \| + 5 min 48 s \| \| 6e \| Pello Bilbao \| Espagne \| Bahrain Victorious \| + 6 min 19 s \| \| 7e \| Jan Hirt \| Tchéquie \| Intermarché-Wanty-Gobert Matériaux \| + 7 min 12 s \| \| 8e \| Emanuel Buchmann \| Allemagne \| Bora-Hansgrohe \| + 7 min 13 s \| \| 9e \| Juan Pedro López \| Espagne \| Trek-Segafredo \| + 12 min 27 s \| \| 10e \| Domenico Pozzovivo \| Italie \| Intermarché-Wanty-Gobert Matériaux \| + 12 min 30 s \| |                    |           |                                    |                  |
| |                    |           |                                    |                  |
| Source : ProCyclingStats |                    |           |                                    |                  |
| Classement général |                    |           |                                    |                  |
| Coureur | Coureur            | Pays      | Équipe                             | Temps            |
| 1er | Richard Carapaz    | Équateur  | Ineos Grenadiers                   | 73 h 19 min 40 s |
| 2e | Jai Hindley        | Australie | Bora-Hansgrohe                     | + 3 s            |
| 3e | Mikel Landa        | Espagne   | Bahrain Victorious                 | + 1 min 05 s     |
| 4e | João Almeida       | Portugal  | UAE Team Emirates                  | + 1 min 54 s     |
| 5e | Vincenzo Nibali    | Italie    | Astana Qazaqstan Team              | + 5 min 48 s     |
| 6e | Pello Bilbao       | Espagne   | Bahrain Victorious                 | + 6 min 19 s     |
| 7e | Jan Hirt           | Tchéquie  | Intermarché-Wanty-Gobert Matériaux | + 7 min 12 s     |
| 8e | Emanuel Buchmann   | Allemagne | Bora-Hansgrohe                     | + 7 min 13 s     |
| 9e | Juan Pedro López   | Espagne   | Trek-Segafredo                     | + 12 min 27 s    |
| 10e | Domenico Pozzovivo | Italie    | Intermarché-Wanty-Gobert Matériaux | + 12 min 30 s    |

| Classement par points | Classement par points | Classement par points | Classement par points           | Classement par points |
| Coureur               | Coureur               | Pays                  | Équipe                          | Points                |
| --------------------- | --------------------- | --------------------- | ------------------------------- | --------------------- |
| 1er                   | Arnaud Démare         | France                | Groupama-FDJ                    | 238 pts               |
| 2e                    | Mark Cavendish        | Royaume-Uni           | Quick-Step Alpha Vinyl          | 121 pts               |
| 3e                    | Fernando Gaviria      | Colombie              | UAE Team Emirates               | 117 pts               |
| 4e                    | Mathieu van der Poel  | Pays-Bas              | Alpecin-Fenix                   | 96 pts                |
| 5e                    | Alberto Dainese       | Italie                | Team DSM                        | 81 pts                |
| 6e                    | Phil Bauhaus          | Allemagne             | Bahrain Victorious              | 72 pts                |
| 7e                    | Filippo Tagliani      | Italie                | Drone Hopper-Androni Giocattoli | 70 pts                |
| 8e                    | Simone Consonni       | Italie                | Cofidis                         | 67 pts                |
| 9e                    | Richard Carapaz       | Équateur              | Ineos Grenadiers                | 55 pts                |
| 10e                   | Thomas De Gendt       | Belgique              | Lotto-Soudal                    | 53 pts                |

| Classement par points | Classement par points | Classement par points | Classement par points           | Classement par points |
| Coureur               | Coureur               | Pays                  | Équipe                          | Points                |
| --------------------- | --------------------- | --------------------- | ------------------------------- | --------------------- |
| 1er                   | Arnaud Démare         | France                | Groupama-FDJ                    | 238 pts               |
| 2e                    | Mark Cavendish        | Royaume-Uni           | Quick-Step Alpha Vinyl          | 121 pts               |
| 3e                    | Fernando Gaviria      | Colombie              | UAE Team Emirates               | 117 pts               |
| 4e                    | Mathieu van der Poel  | Pays-Bas              | Alpecin-Fenix                   | 96 pts                |
| 5e                    | Alberto Dainese       | Italie                | Team DSM                        | 81 pts                |
| 6e                    | Phil Bauhaus          | Allemagne             | Bahrain Victorious              | 72 pts                |
| 7e                    | Filippo Tagliani      | Italie                | Drone Hopper-Androni Giocattoli | 70 pts                |
| 8e                    | Simone Consonni       | Italie                | Cofidis                         | 67 pts                |
| 9e                    | Richard Carapaz       | Équateur              | Ineos Grenadiers                | 55 pts                |
| 10e                   | Thomas De Gendt       | Belgique              | Lotto-Soudal                    | 53 pts                |

| Classement de la montagne | Classement de la montagne | Classement de la montagne | Classement de la montagne          | Classement de la montagne |
| Coureur                   | Coureur                   | Pays                      | Équipe                             | Points                    |
| ------------------------- | ------------------------- | ------------------------- | ---------------------------------- | ------------------------- |
| 1er                       | Koen Bouwman              | Pays-Bas                  | Jumbo-Visma                        | 218 pts                   |
| 2e                        | Giulio Ciccone            | Italie                    | Trek-Segafredo                     | 103 pts                   |
| 3e                        | Diego Rosa                | Italie                    | Eolo-Kometa                        | 94 pts                    |
| 4e                        | Jai Hindley               | Australie                 | Bora-Hansgrohe                     | 74 pts                    |
| 5e                        | Lennard Kämna             | Allemagne                 | Bora-Hansgrohe                     | 74 pts                    |
| 6e                        | Santiago Buitrago         | Colombie                  | Bahrain Victorious                 | 71 pts                    |
| 7e                        | Richard Carapaz           | Équateur                  | Ineos Grenadiers                   | 65 pts                    |
| 8e                        | Jan Hirt                  | Tchéquie                  | Intermarché-Wanty-Gobert Matériaux | 57 pts                    |
| 9e                        | Gijs Leemreize            | Pays-Bas                  | Jumbo-Visma                        | 47 pts                    |
| 10e                       | Wilco Kelderman           | Pays-Bas                  | Bora-Hansgrohe                     | 42 pts                    |

| Classement de la montagne | Classement de la montagne | Classement de la montagne | Classement de la montagne          | Classement de la montagne |
| Coureur                   | Coureur                   | Pays                      | Équipe                             | Points                    |
| ------------------------- | ------------------------- | ------------------------- | ---------------------------------- | ------------------------- |
| 1er                       | Koen Bouwman              | Pays-Bas                  | Jumbo-Visma                        | 218 pts                   |
| 2e                        | Giulio Ciccone            | Italie                    | Trek-Segafredo                     | 103 pts                   |
| 3e                        | Diego Rosa                | Italie                    | Eolo-Kometa                        | 94 pts                    |
| 4e                        | Jai Hindley               | Australie                 | Bora-Hansgrohe                     | 74 pts                    |
| 5e                        | Lennard Kämna             | Allemagne                 | Bora-Hansgrohe                     | 74 pts                    |
| 6e                        | Santiago Buitrago         | Colombie                  | Bahrain Victorious                 | 71 pts                    |
| 7e                        | Richard Carapaz           | Équateur                  | Ineos Grenadiers                   | 65 pts                    |
| 8e                        | Jan Hirt                  | Tchéquie                  | Intermarché-Wanty-Gobert Matériaux | 57 pts                    |
| 9e                        | Gijs Leemreize            | Pays-Bas                  | Jumbo-Visma                        | 47 pts                    |
| 10e                       | Wilco Kelderman           | Pays-Bas                  | Bora-Hansgrohe                     | 42 pts                    |

| Classement du meilleur jeune | Classement du meilleur jeune | Classement du meilleur jeune | Classement du meilleur jeune | Classement du meilleur jeune |
| Coureur                      | Coureur                      | Pays                         | Équipe                       | Temps                        |
| ---------------------------- | ---------------------------- | ---------------------------- | ---------------------------- | ---------------------------- |
| 1er                          | João Almeida                 | Portugal                     | UAE Team Emirates            | 68 h 21 min 34 s             |
| 2e                           | Juan Pedro López             | Espagne                      | Trek-Segafredo               | + 10 min 33 s                |
| 3e                           | Thymen Arensman              | Pays-Bas                     | Team DSM                     | + 17 min 19 s                |
| 4e                           | Santiago Buitrago            | Colombie                     | Bahrain Victorious           | + 18 min 21 s                |
| 5e                           | Pavel Sivakov                | France                       | Ineos Grenadiers             | + 28 min 58 s                |
| 6e                           | Luca Covili                  | Italie                       | Bardiani CSF Faizanè         | + 1 h 07 min 40 s            |
| 7e                           | Mauri Vansevenant            | Belgique                     | Quick-Step Alpha Vinyl       | + 1 h 20 min 40 s            |
| 8e                           | Vadim Pronskiy               | Kazakhstan                   | Astana Qazaqstan Team        | + 1 h 45 min 06 s            |
| 9e                           | Gijs Leemreize               | Pays-Bas                     | Jumbo-Visma                  | + 1 h 45 min 12 s            |
| 10e                          | Iván Sosa                    | Colombie                     | Movistar Team                | + 1 h 47 min 28 s            |

| Classement du meilleur jeune | Classement du meilleur jeune | Classement du meilleur jeune | Classement du meilleur jeune | Classement du meilleur jeune |
| Coureur                      | Coureur                      | Pays                         | Équipe                       | Temps                        |
| ---------------------------- | ---------------------------- | ---------------------------- | ---------------------------- | ---------------------------- |
| 1er                          | João Almeida                 | Portugal                     | UAE Team Emirates            | 68 h 21 min 34 s             |
| 2e                           | Juan Pedro López             | Espagne                      | Trek-Segafredo               | + 10 min 33 s                |
| 3e                           | Thymen Arensman              | Pays-Bas                     | Team DSM                     | + 17 min 19 s                |
| 4e                           | Santiago Buitrago            | Colombie                     | Bahrain Victorious           | + 18 min 21 s                |
| 5e                           | Pavel Sivakov                | France                       | Ineos Grenadiers             | + 28 min 58 s                |
| 6e                           | Luca Covili                  | Italie                       | Bardiani CSF Faizanè         | + 1 h 07 min 40 s            |
| 7e                           | Mauri Vansevenant            | Belgique                     | Quick-Step Alpha Vinyl       | + 1 h 20 min 40 s            |
| 8e                           | Vadim Pronskiy               | Kazakhstan                   | Astana Qazaqstan Team        | + 1 h 45 min 06 s            |
| 9e                           | Gijs Leemreize               | Pays-Bas                     | Jumbo-Visma                  | + 1 h 45 min 12 s            |
| 10e                          | Iván Sosa                    | Colombie                     | Movistar Team                | + 1 h 47 min 28 s            |

| Classement par équipes | Classement par équipes             | Classement par équipes | Classement par équipes |
| Équipe                 | Équipe                             | Pays                   | Temps                  |
| ---------------------- | ---------------------------------- | ---------------------- | ---------------------- |
| 1re                    | Bahrain Victorious                 | Bahreïn                | 20 h 10 min 02 s       |
| 2e                     | Bora-Hansgrohe                     | Allemagne              | + 14 s                 |
| 3e                     | Intermarché-Wanty-Gobert Matériaux | Belgique               | + 52 min 38 s          |
| 4e                     | Ineos Grenadiers                   | Royaume-Uni            | + 1 h 02 min 03 s      |
| 5e                     | Astana Qazaqstan Team              | Kazakhstan             | + 1 h 43 min 14 s      |
| 6e                     | Trek-Segafredo                     | États-Unis             | + 1 h 45 min 27 s      |
| 7e                     | UAE Team Emirates                  | Émirats arabes unis    | + 2 h 13 min 27 s      |
| 8e                     | Jumbo-Visma                        | Pays-Bas               | + 2 h 27 min 17 s      |
| 9e                     | BikeExchange-Jayco                 | Australie              | + 2 h 37 min 43 s      |
| 10e                    | Movistar Team                      | Espagne                | + 2 h 48 min 13 s      |

| Classement par équipes | Classement par équipes             | Classement par équipes | Classement par équipes |
| Équipe                 | Équipe                             | Pays                   | Temps                  |
| ---------------------- | ---------------------------------- | ---------------------- | ---------------------- |
| 1re                    | Bahrain Victorious                 | Bahreïn                | 20 h 10 min 02 s       |
| 2e                     | Bora-Hansgrohe                     | Allemagne              | + 14 s                 |
| 3e                     | Intermarché-Wanty-Gobert Matériaux | Belgique               | + 52 min 38 s          |
| 4e                     | Ineos Grenadiers                   | Royaume-Uni            | + 1 h 02 min 03 s      |
| 5e                     | Astana Qazaqstan Team              | Kazakhstan             | + 1 h 43 min 14 s      |
| 6e                     | Trek-Segafredo                     | États-Unis             | + 1 h 45 min 27 s      |
| 7e                     | UAE Team Emirates                  | Émirats arabes unis    | + 2 h 13 min 27 s      |
| 8e                     | Jumbo-Visma                        | Pays-Bas               | + 2 h 27 min 17 s      |
| 9e                     | BikeExchange-Jayco                 | Australie              | + 2 h 37 min 43 s      |
| 10e                    | Movistar Team                      | Espagne                | + 2 h 48 min 13 s      |

## Abandons
- Harm Vanhoucke (Lotto-Soudal) : abandon
- Simon Yates (BikeExchange Jayco) : abandon